# David Questiers
David Questiers (Amsterdam, 2 februari 1623 – aldaar, 17 april 1663) was een zeventiende-eeuwse Nederlandse dichter. Hij leidde tevens een loodgieterij aan de Warmoesstraat in Amsterdam.
David Questiers was de zoon van Salomon Davidsz. Questier en de broer van de veel bekendere dichteres Catharina Questiers (1631-1669). Hij was bevriend met Hieronymus Sweerts en Willem Schellinx.
Een aantal van zijn gedichten, puntdichten en liedjes zijn opgenomen in verzamelbundels, waaronder:
- Olipodrigo (liedboekje) (1654)
- Nieuwe Hofsche Rommelzoo (liedboekje) (1655)
- Klioos Kraam, deel 2 (1656)
- Amsterdamsche Mengelmoes, deel 1 (1658)
- De Hollandsche Parnas (1660)

In alle bovengenoemde bundels zijn ook gedichten van zijn zus Catharina Questiers te vinden.